# 1800-talet f.Kr.
Denna artikel handlar om seklet 1800-talet f.Kr., åren 1899-1800 f.Kr. För decenniet 1800-talet f.Kr., åren 1809-1800 f.Kr., se 1800-talet f.Kr. (decennium).

## Händelser
- 1806 f.Kr. – Traditionellt datum för slutet av Xiadynastin i Kina.
- 1800 f.Kr. – Únéticekulturen, den tidigaste bronsålderskulturen i Centraleuropa, upphör (omkring detta år).

## Födda
- 1810-talet f.Kr. – Hammurabi, kung av Babylon.

## Avlidna
- Amenemhet II, farao i Egyptens tolfte dynasti.
- Senusret II, farao i Egyptens tolfte dynasti.
- Senusret III, farao i Egyptens tolfte dynasti.